# Xestia semota
Xestia semota är en fjärilsart som beskrevs av Corti 1925. Xestia semota ingår i släktet Xestia och familjen nattflyn. Inga underarter finns listade i Catalogue of Life.